# 松平直克
松平 直克（まつだいら なおかつ）は、幕末期の大名。武蔵国川越藩7代藩主で、江戸幕府の政事総裁職を務めた。のちに所領の上野国前橋に前橋城を修復して移り、前橋藩主となっている。結城松平家11代。

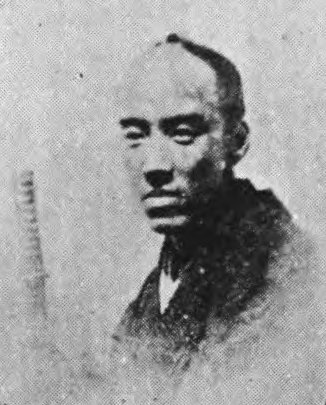
川越藩主時の松平直克

## 生涯

### 生い立ち
天保11年（1840年）2月26日、筑後国久留米藩9代藩主・有馬頼徳の十三男として（数え方により、五男とも記される）江戸にて誕生。頼徳には多くの男子があったが、成長したのは頼永（四男）、亀井茲監（六男、有馬頼功）、孝五郎（七男、頼咸）および富之丞（有馬頼敦→松平直克）の4人のみであった。富之丞は幼少より俊敏利発で、また末弟であったことからも、10代藩主となった長兄・頼永に鍾愛されたという。
頼永が病に臥し、その跡目が取り沙汰されるようになると、凡庸とされた孝五郎に代えて聡明な富之丞を擁立しようとする動きがあった（六男・頼功はこれより先に亀井家を継ぎ、津和野藩主となっている）。久留米藩では水戸学を奉じる一派「天保学連」が頼永に起用されて影響を及ぼしていたが、天保学連の若手で頼永に近侍していた村上守太郎や野崎平八らは、万一の際にはまずは孝五郎を立て、富之丞が15歳になったら藩主の地位を継がせるという腹案を持っていた。一方、天保学連の指導層にあたる真木保臣や木村三郎らはこれを知り、長幼の序を乱すものとして反対した。天保学連は、後継問題を契機として、村上ら「内同志」派と真木ら「外同志」派に分裂、以後長く対立することとなった。

### 川越松平家相続と幕政への参与
文久元年12月6日（1862年）、川越藩6代藩主・松平直侯の婿養子となり、家督を継いだ。文久2年12月15日（1863年）に従四位下・侍従・大和守に叙位・任官する。
文久3年（1863年）10月11日、前任の松平春嶽の辞職以降空席となっていた政事総裁職に就任、親藩大名ながら幕政に参画する。文久4年（1864年）1月には、14代将軍・徳川家茂と共に上京し、朝廷および参預会議との折衝にあたった。その後は孝明天皇の意向に沿い、禁裏御守衛総督の一橋慶喜と共に横浜港の鎖港を推進、同港鎖港を名目に挙兵した天狗党の乱の鎮圧にも反対したことから、他の幕閣と激しく対立した。元治元年（1864年）6月、政争は両派共倒れの形となり、直克は政事総裁職を罷免され、以後は幕政から退いた。

### 前橋への復帰と明治維新
結城松平家は18世紀半ばの松平朝矩の代に前橋城を本拠とする前橋藩に転封してきたが、度重なる利根川による浸食被害を受けて崩壊の危機に晒された前橋城を放棄し、幕府の許可を得て武蔵川越城に本拠を移転（川越藩）、前橋は分領として派遣の代官支配とした。前橋城は明和6年（1769年）に廃城・破却されていたが、旧来の藩都である前橋領では前橋城再建と藩主の前橋復帰の要望が強かった。天保年間に郡代奉行の安井政章（安井与左衛門）の指揮の下で利根川の改修が進められたことに加え、横浜開港後に前橋領の生糸の外国輸出によって財を成した前橋商人の間に、前橋城再建・藩主「帰城」のため藩に献金する経済力と気運が高まった。直克は文久3年（1863年）、幕府に願い出て前橋城の再築城を開始（工事の開始は5月であるが、幕府から正式な許可が下りたのは年末である）。慶応3年（1867年）3月、直克は前橋に本拠を移し、再び前橋藩となった。
慶応4年（1868年）3月、新政府に帰順して上野全土の鎮撫を務め、続いて会津藩と戦った。明治2年（1869年）6月、版籍奉還により前橋藩知事に任じられるが、8月17日に、長男・恒之丞（後の直之）が幼少であったため、家督を養子の直方に譲って隠居した。明治30年（1897年）1月に正三位に叙位されるが、1月25日に死去した。享年58。

## 栄典
- 1897年（明治30年）1月25日 - 正三位[7]

## 系譜
- 父：有馬頼徳（1797年 - 1844年）
- 母：不詳
- 養父：松平直侯（1839年 - 1861年）
- 正室：慧鏡院、恵姫、幸子 - 松平可寛の長女、松平直侯の養女
- 側室：寺井氏
  - 長男：直之（1861年 - 1932年）
  - 男子：渡辺直達（1872年 - 1944年） - 渡辺喜平の養子
- 養子
  - 男子：松平直方（1858年 - 1907年） - 前田利聲の次男

『平成新修旧華族家系大成』は、正室（松平可寛長女・松平直侯養女）の名を幸（こう）と載せる。実子として直之、渡辺直達（渡辺喜平養子）がいる。
結城松平家の家督は直克のあと、直方（前田利声二男）、基則（松平典則三男）と継承された。
直克の実子の松平直之は明治8年（1875年）に分家したのち、明治30年（1897年）に松平家に復籍、明治40年（1907年）に松平基則から家督を譲られて伯爵となった。

## 系図
江戸時代後期以後近代までの結城松平家の継承関係を、実系で示せば以下の通り。
|  |  | 松平斉典8 | 松平斉典8 | 松平斉典8 | 松平斉典8 | 松平斉典8 | 松平斉典8 |  |  | 松平典則9  | 松平典則9  | 松平典則9  | 松平典則9  | 松平典則9  | 松平典則9  |  |  | 松平基則13 | 松平基則13 | 松平基則13 | 松平基則13 | 松平基則13 | 松平基則13 |  |  |            |            |            |            |            |            |
|  |  | 松平斉典8 | 松平斉典8 | 松平斉典8 | 松平斉典8 | 松平斉典8 | 松平斉典8 |  |  | 松平典則9  | 松平典則9  | 松平典則9  | 松平典則9  | 松平典則9  | 松平典則9  |  |  | 松平基則13 | 松平基則13 | 松平基則13 | 松平基則13 | 松平基則13 | 松平基則13 |  |  |            |            |            |            |            |            |
|  |  |           |           |           |           |           |           |  |  | ↓          |            |            |            |            |            |  |  |            |            |            |            |            |            |  |  |            |            |            |            |            |            |
|  |  | 徳川斉昭  | 徳川斉昭  | 徳川斉昭  | 徳川斉昭  | 徳川斉昭  | 徳川斉昭  |  |  | 松平直侯10 | 松平直侯10 | 松平直侯10 | 松平直侯10 | 松平直侯10 | 松平直侯10 |  |  | 松平八重   | 松平八重   | 松平八重   | 松平八重   | 松平八重   | 松平八重   |  |  |            |            |            |            |            |            |
|  |  | 徳川斉昭  | 徳川斉昭  | 徳川斉昭  | 徳川斉昭  | 徳川斉昭  | 徳川斉昭  |  |  | 松平直侯10 | 松平直侯10 | 松平直侯10 | 松平直侯10 | 松平直侯10 | 松平直侯10 |  |  | 松平八重   | 松平八重   | 松平八重   | 松平八重   | 松平八重   | 松平八重   |  |  |            |            |            |            |            |            |
|  |  |           |           |           |           |           |           |  |  | ↓          |            |            |            |            |            |  |  |            |            |            |            |            |            |  |  |            |            |            |            |            |            |
|  |  | 有馬頼徳  | 有馬頼徳  | 有馬頼徳  | 有馬頼徳  | 有馬頼徳  | 有馬頼徳  |  |  | 松平直克11 | 松平直克11 | 松平直克11 | 松平直克11 | 松平直克11 | 松平直克11 |  |  | 松平直之14 | 松平直之14 | 松平直之14 | 松平直之14 | 松平直之14 | 松平直之14 |  |  | 松平直冨15 | 松平直冨15 | 松平直冨15 | 松平直冨15 | 松平直冨15 | 松平直冨15 |
|  |  | 有馬頼徳  | 有馬頼徳  | 有馬頼徳  | 有馬頼徳  | 有馬頼徳  | 有馬頼徳  |  |  | 松平直克11 | 松平直克11 | 松平直克11 | 松平直克11 | 松平直克11 | 松平直克11 |  |  | 松平直之14 | 松平直之14 | 松平直之14 | 松平直之14 | 松平直之14 | 松平直之14 |  |  | 松平直冨15 | 松平直冨15 | 松平直冨15 | 松平直冨15 | 松平直冨15 | 松平直冨15 |
|  |  |           |           |           |           |           |           |  |  | ↓          |            |            |            |            |            |  |  |            |            |            |            |            |            |  |  |            |            |            |            |            |            |
|  |  | 前田利聲  | 前田利聲  | 前田利聲  | 前田利聲  | 前田利聲  | 前田利聲  |  |  | 松平直方12 | 松平直方12 | 松平直方12 | 松平直方12 | 松平直方12 | 松平直方12 |  |  |            |            |            |            |            |            |  |  |            |            |            |            |            |            |
|  |  | 前田利聲  | 前田利聲  | 前田利聲  | 前田利聲  | 前田利聲  | 前田利聲  |  |  | 松平直方12 | 松平直方12 | 松平直方12 | 松平直方12 | 松平直方12 | 松平直方12 |  |  |            |            |            |            |            |            |  |  |            |            |            |            |            |            |

- 数字は結城松平家の代数を示す。
- 点線は婚姻関係を示す。